# 크리코돈
크리코돈(Cricodon)은 아프리카에서 살았던 트라이아스기 초-중기의 키노돈트 중 하나이다.